# Dragon (pigeon)
Pour les articles homonymes, voir Dragon (homonymie).
Le Dragon est une race de pigeon domestique, appartenant au groupe des pigeons caronculés.

## Étymologie
Son nom « Dragon » renvoie au militaire à cheval : le Dragon. En anglais, son nom est Dragoon.
Fin XIXe siècle, le Dragon est parfois cité sous le nom de « Bec anglais ».

## Origine
La race est assez ancienne et son origine exacte n'est pas connue, mais elle aurait été créée au Royaume-Uni. Elle est citée dans des ouvrages du XVIIIe siècle. Appréciée par les amateurs, elle est bien présente dans le milieu des colombophiles dans la deuxième moitié du XIXe siècle. Elle est issue du croisement entre plusieurs races. Ces races peuvent varier selon les sources mais celles qui reviennent le plus souvent sont : un carrier, un pigeon voyageur et un culbutant.
Le standard de la race moderne est fixé pour la première fois en 1886.

## Description

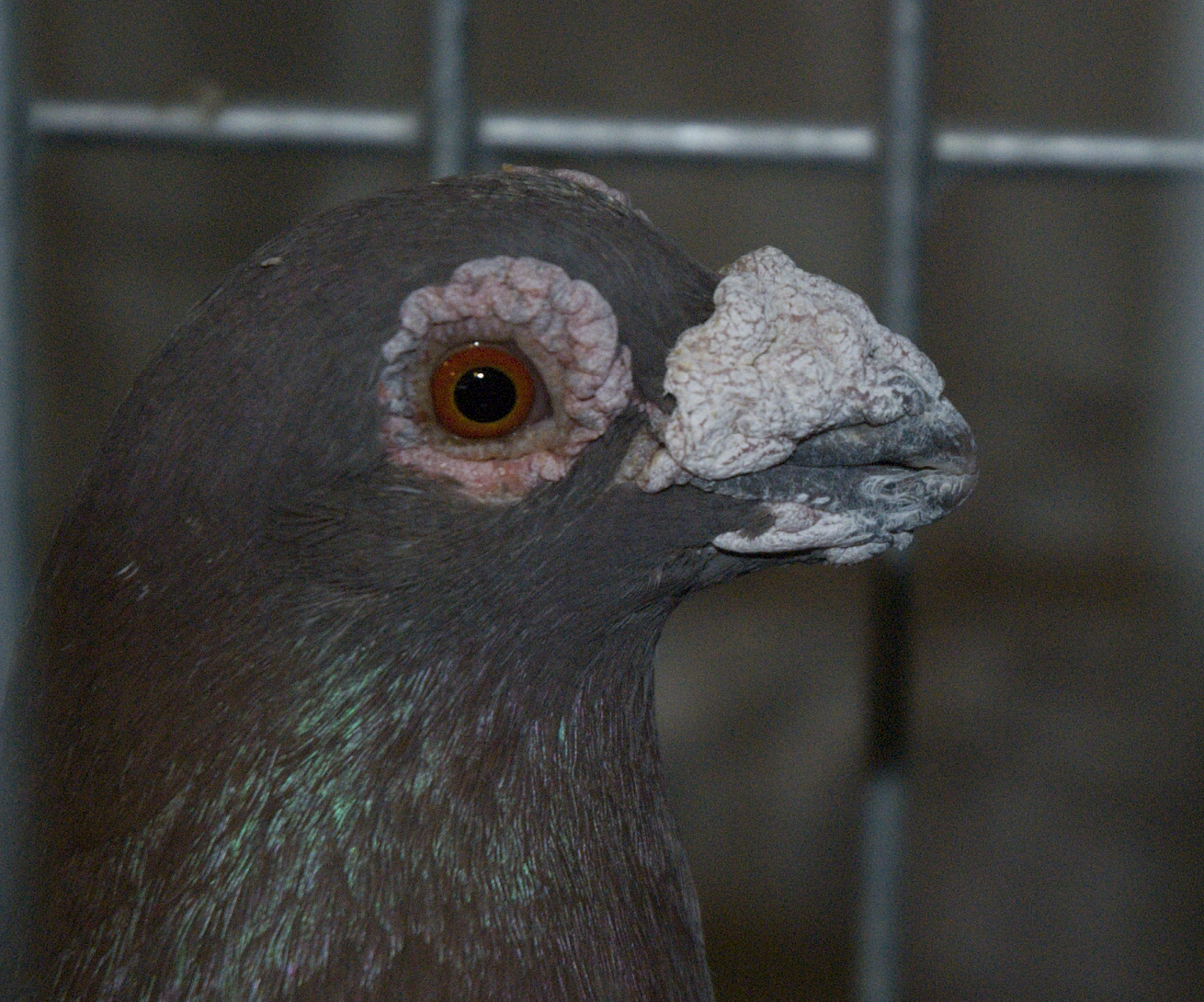
Gros plan sur la tête d'un Dragon.

C'est un oiseau à la tête large avec un bec fort. Une caroncule assez épaisse est présente sur le bec, finement rayée dans le sens horizontal. Une autre, fine et peu épaisse, encercle les yeux qui ont un iris rouge orangé. L'oiseau est de taille moyenne avec une poitrine large, un dos droit et des ailes fortes. Il atteint une longueur totale de 37 à 38 centimètres,. Plusieurs variétés de couleurs de plumage sont acceptées.

## Élevage
L'élevage de cette race est simple et ne demande pas de soins particuliers,. C'est un oiseau d'ornement, élevé pour les expositions et les concours. En 2021, c'est un Dragon qui gagne le Prix du Président de la République, prix prestigieux pour les éleveurs de races de basse-cour.